# Araçari vert
Pteroglossus viridis
Espèce
Statut de conservation UICN

 LC  : Préoccupation mineure
Statut CITES
L'Araçari vert (Pteroglossus viridis) est une espèce d'oiseaux de la famille des Ramphastidae.

## Répartition
Il est endémique du nord de la zone néotropicale (Brésil, Guyana, Guyane, Suriname et Venezuela).